# Tabaré Sosa Aguirre
Tabaré Sosa Aguirre (n. 10 de marzo de 1956) es un abogado y juez uruguayo.
Ingresa al poder Judicial en 1981. Desde 1999 es ministro del Tribunal de Apelaciones en lo Civil de 2° y 6° Turno de Montevideo.
En septiembre de 2019 asume como ministro de la Suprema Corte de Justicia de Uruguay.